# Eteobalea tririvella
Eteobalea tririvella ist ein Schmetterling (Nachtfalter) aus der Familie der Prachtfalter (Cosmopterigidae).

## Merkmale
Die Falter erreichen eine Flügelspannweite von 11 bis 15 Millimeter. Der Kopf ist gelblich weiß und an den Seiten dunkelbraun. Die Fühler sind im ersten Drittel dunkelbraun, der mittlere Teil ist gelblich weiß geringelt und das letzte Drittel ist gelblich weiß. Der Thorax glänzt dunkelbraun und hat hinten einen weißen Fleck. Die Vorderflügel sind schwärzlich braun und mit drei silbrigen Binden und einem kleinen weißen Fleck gezeichnet. Die erste Binde beginnt bei 1/6 der Vorderflügellänge. Sie verläuft schräg nach außen und reicht gerade über die Analfalte hinaus. Die zweite Binde befindet sich vor der Flügelmitte und verläuft rechtwinklig zur Costalader oder leicht schräg nach außen. Sie reicht bis zur Analfalte. Die dritte Binde beginnt bei 3/4 der Vorderflügellänge an der Costalader und verläuft schräg nach innen bis zur Analfalte. Dort ist sie nach außen gebogen und reicht bis zum Flügelinnenrand. Am Apex befindet sich ein silbriger Fleck. Die Hinterflügel glänzen grau. Das Abdomen ist graubraun und an den Seiten grau. Das Afterbüschel ist gelblich weiß.
Bei den Männchen ist das Tegumen parallelwandig und hat hinten eine V-förmige Ausbuchtung. Das rechte Brachium ist gebogen und ungefähr zweieinhalb mal so lang wie das linke. Apikal ist es verbreitert. Das linke Brachium ist an der Spitze rundlich. Die Valven sind birnenförmig. Die rechte Valvella ist parallelwandig und hat einen rundlichen Apex mit einer kleinen, stark sklerotisierten, hakenförmigen Spitze. Ein kleiner, stark sklerotisierter Fleck befindet sich auf dem röhrenförmigen Teil des Aedeagus gegenüber der hakenförmigen Spitze. Der Aedeagus ist schlank, leicht gekrümmt und verjüngt sich zu einer scharfen Spitze.
Bei den Weibchen ist das 8. Segment schmal und doppelt so lang wie breit. Das Ostium ist halbkreisförmig. Das Sterigma ist vasenförmig und verengt sich distal. Der Ductus bursae ist reichlich halb so lang wie das Corpus bursae. Das Corpus bursae ist länglich und hat keine Signa.

### Ähnliche Arten
Eteobalea tririvella unterscheidet sich in der Westpaläarktis von allen anderen Arten der Gattung Eteobalea durch die silbrigen Binden auf den Vorderflügeln. Diese Binden sind normalerweise nicht unterbrochen.

### Unterarten
Bei der Unterart E. t. bernhardiella, die aus Österreich beschrieben wurde, ist die zweite und dritte Binde in der Mitte geteilt.

## Verbreitung
Eteobalea tririvella ist in Mittel- und Osteuropa und im Süden Fennoskandiens beheimatet. Im Osten reicht das Verbreitungsgebiet bis in den Süden Sibiriens und in die Mongolei.

## Biologie
Die Biologie der Art ist unbekannt. Es wird vermutet, dass sich die Raupen an Thymus-Arten entwickeln, zumindest ist das Vorhandensein von Thymianarten ein gemeinsames Merkmal der europäischen Fundorte. Die Falter fliegen von Mitte Juni bis Ende August.

## Systematik
Es sind folgende Synonyme bekannt:
- Stagmatophora tririvella Staudinger, 1871
- Stagmatophora kasyi Riedl, 1965

Aus Österreich ist eine Unterart bekannt:
- Eteobalea tririvella bernhardiella Kasy, 1973

## Belege
1. 1 2 3 4 5 6 7 8 9  J. C. Koster, S. Yu. Sinev: Momphidae, Batrachedridae, Stathmopodidae, Agonoxenidae, Cosmopterigidae, Chrysopeleiidae. In: P. Huemer, O. Karsholt, L. Lyneborg (Hrsg.): Microlepidoptera of Europe. 1. Auflage. Band 5. Apollo Books, Stenstrup 2003, ISBN 87-88757-66-8, S. 144 (englisch).
2. 1 2  Friedrich Kasy (1973): Eine interessante Stagmatophora s. l. aus dem World Wildlife Fund — Naturreservat „Marchauen, Marchegg“, Niederösterreich (Lepidoptera, Cosmopterigidae). Annalen des Naturhistorischen Museums Wien 77: S. 275–282 (zobodat.at [PDF]).
3. ↑  Bengt Å. Bengtson (2002): Eteobalea tririvella trestreckad silvermal. online (PDF; 123 kB)
4. ↑  Eteobalea tririvella bei Fauna Europaea. Abgerufen am 21. Februar 2012